# Eriesthis hopiloides
Eriesthis hopiloides är en skalbaggsart som beskrevs av Karl Henrik Boheman 1857. Eriesthis hopiloides ingår i släktet Eriesthis och familjen Melolonthidae. Inga underarter finns listade i Catalogue of Life.